# Impedància nominal

Impedància nominal del parell trenat i variació d'impedància, basada en una descripció a Schmitt.

La impedància nominal en enginyeria elèctrica i enginyeria d'àudio es refereix a la impedància dissenyada aproximada d'un circuit o dispositiu elèctric. El terme s'aplica en una sèrie de camps diferents, més sovint es troba en relació amb:
- El valor nominal de la impedància característica d'un cable o una altra forma de línia de transmissió.
- El valor nominal de la impedància d'entrada, sortida o imatge d'un port d'una xarxa, especialment una xarxa destinada a utilitzar-se amb una línia de transmissió, com ara filtres, equalitzadors i amplificadors.
- El valor nominal de la impedància d'entrada d'una antena de radiofreqüència.[2]

La impedància real pot variar considerablement de la xifra nominal amb canvis de freqüència. En el cas dels cables i altres línies de transmissió, també hi ha variacions al llarg de la longitud del cable, si no està correctament acabat.
És pràctica habitual parlar d'impedància nominal com si fos una resistència constant, és a dir, és invariant amb la freqüència i té una component reactiva nul·la, tot i que sovint no és així. Depenent del camp d'aplicació, la impedància nominal es refereix implícitament a un punt específic de la resposta en freqüència del circuit considerat. Això pot ser a baixa freqüència, banda mitjana o algun altre punt i les aplicacions específiques es discuteixen a les seccions següents.
En la majoria d'aplicacions, hi ha una sèrie de valors d'impedància nominal que es reconeixen com a estàndard. Sovint se li assigna un d'aquests valors estàndard a la impedància nominal d'un component o circuit, independentment de si la impedància mesurada li correspon exactament. A l'element se li assigna el valor estàndard més proper.

## 600 Ω
La impedància nominal va començar a especificar-se en els primers dies de les telecomunicacions. Al principi, els amplificadors no estaven disponibles i quan van estar disponibles eren cars. En conseqüència, va ser necessari aconseguir la màxima transferència de potència des del cable a l'extrem receptor per tal de maximitzar les longituds de cables que es podien instal·lar. També es va fer evident que les reflexions a la línia de transmissió limitarien severament l'ample de banda que es podria utilitzar o la distància que es podia transmetre. L'adaptació de la impedància de l'equip a la impedància característica del cable redueix les reflexions (i s'eliminen del tot si la concordança és perfecta) i es maximitza la transferència de potència. Amb aquesta finalitat, tots els cables i equips van començar a especificar-se amb una impedància nominal estàndard. L'estàndard més antic, i encara el més estès, és 600 Ω, utilitzat originalment per a la telefonia. Cal dir que l'elecció d'aquesta figura va tenir més a veure amb la manera com els telèfons es connectaven a la central local que amb qualsevol característica del cable telefònic local. Els telèfons (telèfons analògics d'estil antic) es connecten a la central mitjançant cablejat de parell trenat. Cada pota del parell està connectada a una bobina de relé que detecta la senyalització a la línia (marcació, telèfon despenjat, etc.). L'altre extrem d'una bobina està connectat a una tensió d'alimentació i la segona bobina està connectada a terra. Una bobina de relé de central telefònica és d'uns 300 Ω, de manera que tots dos junts acaben la línia en 600 Ω.

## 50 Ω i 75 Ω
En el camp de la radiofreqüència (RF) i l'enginyeria de microones, l'estàndard de línia de transmissió més comú és de lluny el cable coaxial de 50Ω (coaxial), que és una línia desequilibrada. 50Ω va sorgir per primera vegada com a impedància nominal durant el treball del radar de la Segona Guerra Mundial i és un compromís entre dos requisits. Aquest estàndard va ser el treball del Comitè de Coordinació del Cable RF conjunt entre l'Exèrcit i la Marina dels EUA en temps de guerra. El primer requisit és la pèrdua mínima. La pèrdua de cable coaxial ve donada per,
{\displaystyle \alpha \approx {\frac {R}{2Z_{0}}}} nepers /metre
on R és la resistència del bucle per metre i Z0 és la impedància característica. En augmentar el diàmetre del conductor interior disminuirà R i disminuir R disminuirà la pèrdua. D'altra banda, Z0 depèn de la relació entre els diàmetres dels conductors exterior i interior (Dr) i disminuirà amb l'augment del diàmetre interior del conductor augmentant així la pèrdua. Hi ha un valor específic de Dr per al qual la pèrdua és mínima i això resulta ser 3,6. Per a un coaxial dielèctric d'aire, això correspon a una impedància característica de 77Ω. El cable coaxial produït durant la guerra era un tub rígid aïllat per l'aire, i això va romandre així durant un temps després. El segon requisit és el màxim maneig de potència i era un requisit important per al radar. Aquesta no és la mateixa condició que la pèrdua mínima perquè el maneig de potència sol estar limitat per la tensió de ruptura del dielèctric. Tanmateix, hi ha un compromís similar pel que fa a la relació dels diàmetres del conductor. Si el conductor interior és massa gran, es produeix un aïllant prim que es trenca a una tensió més baixa. D'altra banda, fer que el conductor interior sigui massa petit provoca una intensitat de camp elèctric més alta a prop del conductor interior (perquè la mateixa energia de camp s'acumula al voltant de la superfície del conductor més petita) i torna a reduir la tensió de ruptura. La relació ideal, Dr, per a la gestió de la potència màxima resulta ser 1,65 i correspon a una impedància característica de 30Ω a l'aire. La impedància de 50Ω és la mitjana geomètrica d'aquestes dues figures;
{\displaystyle 50\approx {\sqrt {30\times 77}}\mathrm {\ } \Omega }
i després arrodonint a un nombre enter convenient.
La producció de coaxial en temps de guerra, i durant un període posterior, va tendir a utilitzar mides estàndard de canonades de plomeria per al conductor exterior i mides estàndard AWG per al conductor interior. Això va donar lloc a un cable coaxial que era gairebé, però no del tot, 50Ω. La concordança és un requisit molt més crític a RF que a les freqüències de veu, de manera que quan el cable va començar a estar disponible que era realment de 50 Ω, va sorgir la necessitat de fer coincidir circuits per connectar-se entre els nous cables i els equips heretats, com ara l'estrany 51.5Ω a 50Ω de xarxa de concordança.
Mentre que 30 El cable Ω és molt desitjable per les seves capacitats de maneig de potència, mai ha estat en producció comercial perquè la gran mida del conductor interior fa que sigui difícil de fabricar. Aquest no és el cas del cable de 77Ω. La impedància nominal de 77Ω s'ha utilitzat des d'un període inicial en telecomunicacions per la seva característica de baixa pèrdua. Segons Stephen Lampen de Belden Wire & Cable es va triar 75Ω com a impedància nominal en lloc de 77Ω perquè corresponia a una mida de cable AWG estàndard per al conductor interior. Per a cables i interfícies de vídeo coaxials 75Ω és ara la impedància nominal estàndard gairebé universal.